# Wasyl Hodnyczak
Wasyl Iwanowycz Hodnyczak, ukr. Василь Іванович Годничак, węg. László Godnicsák, ros. Василий Иванович Годничак, Wasilij Iwanowicz Godniczak (ur. 1927 w Mukaczewie) – ukraiński piłkarz, grający na pozycji obrońcy.

## Kariera piłkarska

### Kariera klubowa
Wychowanek klubu z Mukaczewa. W 1944 roku rozpoczął karierę piłkarską w drużynie Munkácsi LSE, która po zakończeniu II wojny światowej została reorganizowana na Bilszowyk Mukaczewo. Po zdobyciu w 1946 roku złotych medali Mistrzostw Ukraińskiej SRR piłkarze Spartaka otrzymali zaproszenia od czołowych klubów. W listopadzie 1948 roku został zaproszony do Dynama Kijów. W 1952 przeniósł się BO Kijów, w którym zakończył karierę w roku 1953 z powodu ciężkiej kontuzji.
Po zakończeniu kariery piłkarza pracował w towarzystwie Trudowi Rezerwy.

## Sukcesy i odznaczenia

### Sukcesy piłkarskie
Dynamo Kijów
- mistrz ZSRR wśród drużyn rezerwowych: 1949